# Bahnhof Gengenbach
Der Bahnhof Gengenbach ist ein Bahnhof in der Stadt Gengenbach im Ortenaukreis in Baden-Württemberg. Der Bahnhof ist nur wenige hundert Meter von der Gengenbacher Altstadt entfernt. Er schließt Gengenbach über die Schwarzwaldbahn an den regionalen und überregionalen Eisenbahnverkehr an und hat die Adresse Bahnhofstraße 3.

## Geschichte
Am 2. Juli 1866 wurde der Abschnitt Offenburg–Hausach der Schwarzwaldbahn eröffnet und der erste Zug hielt in Gengenbach. Im selben Jahr wurde der Gengenbacher Bahnhof gebaut und eröffnet. 1890 wurde gegenüber dem Bahnhof eine Bahnhofsgaststätte gebaut, diese wurde 1998 abgerissen und durch einen Wohnkomplex ersetzt. Die Schwarzwaldbahn wurde ab 1972 elektrifiziert, der Abschnitt von Offenburg bis Villingen war am 28. September 1975 fertiggestellt. Im Jahr 2022 kaufte die Stadt Gengenbach den Bahnhof und die Nebengebäude der Deutschen Bahn AG ab, sie sind jedoch an die DB Netze AG und DB Vertrieb GmbH vermietet.

## Anlage
Der Bahnhof verfügt nur noch über zwei Durchgangsgleise, an denen jeweils ein Seitenbahnsteig liegt, an Gleis 1 mit dem Empfangsgebäude, das westlichste Bahnsteiggleis wurde abgebaut. Weitere zwei Durchgangsgleise wurde abgebaut. Nordöstlich des Bahnhofs ist ein nicht mehr als solcher genutzter Güterschuppen vorhanden. Einige hundert Meter südlich steht am Bahnübergang ein ehemaliges Bahnwärterhaus, in welchem heute das Flößerei- und Verkehrsmuseum untergebracht ist.
Im Bahnhofsgebäude befindet sich ein Video-Reisezentrum.
Seit 2019 stehen neben dem Bahnhof Toilettencontainer. 2023 wurde am Bahnhof eine Mobilitätsstation mit Fahrradverleih und E-Carsharing eröffnet.

## Verkehr
Gengenbach gehört wie der gesamte Ortenaukreis dem Tarifverbund Ortenau (TGO) an. Auf der Schwarzwaldbahn verkehrt im Stundentakt der als „Schwarzwaldbahn“ bezeichnete Regional-Express Karlsruhe–Konstanz. Dieser hält nur alle zwei Stunden in Gengenbach. In den anderen Stunden hält der Zug im benachbarten Bahnhof Biberach.
Darüber hinaus halten die Züge der Südwestdeutschen Landesverkehrs-GmbH (SWEG) zwischen Bad Griesbach, Offenburg, Hausach und Freudenstadt in Gengenbach. Hinzu kommen einzelne Verbindungen zwischen Offenburg, Hausach und Hornberg, welche meist in Hausach beginnen beziehungsweise enden. Zum Einsatz kommen SWEG-Triebwagen vom Typ Mireo Plus B.
| Linie                    | Betreiber | Verlauf | Frequenz         |
| ------------------------ | --------- | --- | ---------------- |
| RE 2                     | DB Regio  | Karlsruhe Hbf – Baden-Baden – Achern – Offenburg – Biberach (Baden) – Hausach – Villingen (Schwarzw) – Donaueschingen – Singen (Hohentwiel) – Konstanz | 120-Minuten-Takt |
| RS 1                     | SWEG      | Offenburg – Biberach (Baden) – Hausach – Alpirsbach – Freudenstadt Hbf                                                                                 | 60-Minuten-Takt  |
| RS 12                    | SWEG      | (Offenburg –) Biberach (Baden) – Zell am Harmersbach – Oberharmersbach-Riersbach                                                                       | Einzelne Züge    |
| Stand: 15. Dezember 2024 |           | |                  |

Direkt vor dem Bahnhofsgebäude befindet sich eine Haltestelle für den Schienenersatzverkehr. Etwas östlich vom Bahnhof liegt die Bushaltestelle Gengenbach Bahnhofstraße, von wo Busse nach Offenburg, Berghaupten und Haslach fahren. Westlich der Gleise befindet sich eine Haltestelle, von welcher aus Schulbusse zum Schulzentrum fahren.